# Danserinden fra Moulin Rouge
Danserinden fra Moulin Rouge (originaltitel Woman to Woman) er en britisk stumfilm fra 1923 af Graham Cutts.

## Medvirkende
- Betty Compson som Louise Boucher / Deloryse
- Clive Brook som David Compton / David Anson-Pond
- Josephine Earle som Mrs. Anson-Pond
- Marie Ault som Henrietta
- Myrtle Peter som Davy
- A. Harding Steerman
- Tom Coventry
- Aubrey Fitzgerald